# Agence alimentaire (Finlande)
L'agence alimentaire (finnois : Ruokavirasto) est une agence gouvernementale de sécurité alimentaire sous le contrôle du ministère de l'Agriculture et des Forêts de la Finlande.

## Présentation
L'agence alimentaire est créée le 1er janvier 2019 par la fusion de l'agence de sécurité alimentaire Evira, l'agence de développement rural et une partie du centre de services informatiques du Maanmittauslaitos.
L'agence a une vingtaine de sites.
Le siège de l'agence alimentaire est a Seinäjoki, où se trouvait le siège de l'agence de développement rural.
Le plus grand bureau est à Helsinki, les autres sites importants sont Loimaa, Kuopio et Oulu. Une centaine de salariés travaillent dans des abattoirs de différentes régions de Finlande.